# Elysia Nicole Downings
Elysia Nicole Downings (sinh ngày 5 tháng 11 năm 1990), hay còn gọi là Elysia Nicole, là một nhiếp ảnh gia, nhà thơ, nhân vật truyền hình thực tế và người mẫu webcam người Anh.

## Đầu đời
Downings sinh ra ở Stockport, Đại Manchester và lớn lên ở Fairfield Estate, Buxton, Derbyshire. Từ nhỏ cô đã có niềm đam mê với nghệ thuật, cô đã thử vai diễn đầu tiên trên sân khấu năm 6 tuổi. Trong buổi thử vai thứ hai vào năm 11 tuổi, cô được chọn vào vai diễn chính được trả tiền đầu tiên là vai chính Người lùn tại Buxton Opera House. Ở tuổi 13, sau những khó khăn bị bắt nạt, cô chuyển từ Trường Cộng đồng Buxton sang Trường Lady Manners, nơi cô trở thành thành viên của MENSA's Gifted and Talented, một chương trình dành cho trẻ nhỏ có chỉ số IQ nằm trong top 5% của cả nước. Cô được nuôi dưỡng bởi mẹ đơn thân người Anh của cô. Trong những năm thiếu niên của Downings, mẹ cô bị lạm dụng rượu và có quan hệ bạo lực với một người bạn tình đồng giới. Mẹ của cô đã bị giam giữ do một nỗ lực tự sát, sau khi cha người Ai Cập của cô tự sát vào năm 2007.

## Sự nghiệp

### Nhiếp ảnh
Sau khi sinh đứa con đầu lòng vào năm 2013, Downings bắt đầu thử sức với nhiếp ảnh. Năm 2015, tác phẩm nhiếp ảnh của cô được trưng bày tại National Portrait Gallery, London sau khi chiến thắng trong một cuộc thi toàn quốc liên kết vớiPhotobox. Năm 2019, Downings là nhiếp ảnh gia cho tác phẩm nghệ thuật album 'Hôm nay là ngày tốt lành' của Nhạc sĩ Lucy Spraggan - đạt vị trí thứ 12 trong bảng xếp hạng Anh. Downings cũng đã chụp rất nhiều đám cưới của những người nổi tiếng và cũng là một nhiếp ảnh gia thời trang tự do.

### Thơ và văn học
Từ năm 2016 đến 2017, Downings đã viết và xuất bản ba cuốn sách ngắn, bao gồm một tập thơ và một cuốn sách dành cho trẻ em dưới một bút danh.

### Truyền hình thực tế
Vào năm 2018, Downings là một phần của dàn diễn viên cho một tập phim 'Bãi biển khỏa thân' cho Kênh 4. Cuối cùng năm đó, cô là một phần của dàn diễn viên chính cho loạt phim 'ReFreshers Week' cho MTV.

### Người mẫu Webcam
Vào cuối năm 2018, Downings bắt đầu thử sức với vai trò là người mẫu webcam và ngay sau đó đã thu hút được sự chú ý của báo chí và truyền thông rộng rãi. Cô đã nói chuyện cởi mở với nhiều hãng truyền thông quốc gia và các nhà báo về công việc của mình, bao gồm UniLad và Vice Media.
Vào tháng 9 năm 2020, Downings thông báo trên mạng xã hội rằng cô đã quyết định từ bỏ nghề người mẫu webcam.